# Fonction localement intégrable
En mathématiques, plus précisément en théorie de l'intégration au sens de Lebesgue, une fonction à valeurs complexes définie sur un ouvert Ω de ℝn est dite localement intégrable si sa restriction à tout compact de Ω est intégrable pour la mesure de Lebesgue λn. L'espace vectoriel de ces fonctions est noté ℒ1loc(Ω) et son quotient par le sous-espace des fonctions nulles presque partout est noté L1loc(Ω).

## Définitions équivalentes
Pour toute fonction f : Ω → ℂ, les propriétés suivantes sont équivalentes :
- f est localement intégrable (au sens ci-dessus) ;
- f est Lebesgue-mesurable et pour tout compact K de Ω,{\displaystyle \int _{K}|f|~{\rm {d}}\lambda _{n}<+\infty } ;
- pour toute fonction test φ sur Ω (c'est-à-dire toute fonction C∞ à support compact de Ω dans ℂ), fφ est Lebesgue-intégrable ;
- f est Lebesgue-mesurable et pour toute fonction test φ sur Ω,{\displaystyle \int _{\Omega }|f\varphi |~{\rm {d}}\lambda _{n}<+\infty }.

## Exemples
- Toute fonction intégrable est localement intégrable.
- Plus généralement, L1loc(Ω) contient Lp(Ω) pour tout p ∈ [1, +∞][1].
- Toute fonction mesurable localement bornée (en particulier toute fonction continue) est localement intégrable.
- La fonction f définie (presque partout) par f(x) = 1/x — qui appartient donc à L1loc(ℝ*) — n'appartient pas à L1loc(ℝ).

## Propriété
L1loc(Ω) est un espace de Fréchet, pour sa structure d'espace localement convexe associée à la famille, indexée par les compacts K de Ω, des semi-normes ║ ║K définies par :
Pour cette topologie, l'espace des fonctions complexes continues sur Ω, à supports compacts contenus dans Ω , est dense dans L1loc(Ω).

## Référence
1. ↑  (en) Elliott H. Lieb et Michael Loss (en), Analysis, AMS, 2001, 2e éd. (1re éd. 1997) (lire en ligne), p. 139.